# Model științific
Un model științific (caz ideal, caz teoretic) este o reprezentare prin alte mijloace a unei situații reale, bazată pe conceptualizare, alcătuită în vederea obținerii unor rezultate aproximative sau a unei clasificări valabile în majoritatea cazurilor posibile. Modelele științifice pot avea diverse grade de fidelitate față de situația de la care se pornește, studiul fiind unul neexhaustiv (nu se urmărește verificarea tuturor cazurilor posibile). În opoziție, rezultatele obținute în situația reală poartă denumirea de caz real, caz practic.
Modelul științific se servește de legi formale, prin care sunt descrise caracteristicile situației reale cu cea mai mare influență asupra rezultatelor. Astfel de modele sunt realizate uneori și din imposibilitatea de a reproduce în laborator problema studiată.
Este aplicat în toate ramurile științei (naturale, formale, sociale), dar și în taxonomiile – ansamblurile de clasificări, ale – disciplinelor non-științifice.
Ca exemple de modele abstracte pot fi menționate diversele jocuri din teoria jocului.